# Andreas Lutter
Andreas Lutter (* 25. Dezember 1973 in Stadthagen) ist ein deutscher Politikdidaktiker.

## Leben
Von 2005 bis 2006 war er wissenschaftlicher Mitarbeiter am Institut für Politikwissenschaft – Didaktik der politischen Bildung bei Dirk Lange an der Universität Oldenburg. Von 2006 bis 2007 war er Georg Christoph Lichtenberg-Stipendiat im Rahmen des vom Land Niedersachsen geförderten Promotionsprogramms: Fachdidaktische Lehr- und Lernforschung – Didaktische Rekonstruktion. Von 2007 bis 2009 war er Lehrkraft für besondere Aufgaben für Didaktik der Sozialwissenschaften an der Universität Duisburg-Essen. Von 2009 bis 2011 war er Akademischer Rat für Politikwissenschaft und ihre Didaktik an der Universität Bremen. 2010 war er Gastprofessor für Didaktik der politischen Bildung an der Universität Wien. 2011 war er Juniorprofessor für Politikdidaktik an der Leuphana Universität Lüneburg. Seit 2012 ist er Professor für Wirtschaft/Politik und ihre Didaktik an der Christian-Albrechts-Universität zu Kiel.

## Schriften (Auswahl)
- Integration im Bürgerbewusstsein von SchülerInnen. Wiesbaden 2011, ISBN 978-3-531-17541-6.
- mit Sebastian Barsch und Christian Meyer-Heidemann (Hg.): Fake und Filter. Historisches und politisches Lernen in Zeiten der Digitalität. Frankfurt am Main 2019, ISBN 3-7344-0854-7.